# Lunatics
Lunatics è una serie comica televisiva mockumentary. È presentata per la prima volta su Netflix il 19 aprile del 2019.
Chris Lilley sceneggiatore/ideatore interpreta le vite di sei individui "fuori le righe",
"I soggetti vengono osservati per un periodo di sei mesi attraverso interviste, autofilmati e riprese in stile "mosca sul muro". Le loro storie si dipanano con risultati esilaranti. Per quanto eccentrici e strani, sono tutti tipi fin troppo riconoscibili che ci insegnano che non c'è nulla di male ad essere come si è".

## Trama
Lunatics è una serie comica televisiva, che racconta, attraverso il genere mokcumentary la vita di sei personaggi, tutti interpretati da Chris Lilley. Ogni personaggio ha una vita bizzarra e caratteristiche fuori dal comune. I personaggi raccontati sono: Keith Dick, uno stilista proprietario di un negozio di abbigliamento; Quentin Cook, un agente immobiliare dal sedere sporgente, molto viziato e ama mettersi in mostra; Becky Douglas, una ragazza alta due metri e venti, dalle gambe enormi che ha appena iniziato il suo primo anno al college insieme a sua sorella; Gavin McGregor, un arrogante ragazzino di 12 anni, ospite in Inghilterra dai suoi nobili zii; Joyce Jeffries un'ex pornostar eccentrica, accumulatrice compulsiva; Jana Melhoopen-Jonks, una sensitiva degli animali che vive in Sud Africa, innamorata della sua assistente.

## Episodi
| Stagione       | Episodi | Pubblicazione originale | Pubblicazione Italia |
| -------------- | ------- | ----------------------- | -------------------- |
| Prima stagione | 10      | 2019                    | 2019                 |

## Cast e Personaggi
I personaggi principali sono interpretati tutti da Chris Lilley:
- Keith Dick: uno stilista intenzionato a creare la sua collezione di vestiti col suo marchio; proprietario del negozio di abbigliamento "My Dick" ricevuto in eredità dal padre, ormai defunto, della moglie di Keith, Patika Dick. I due hanno una figlia, Rashish Dick. Entrambe lavorano al negozio, insieme ad altri dipendenti. Keith confessa di essere malato di oggettofilia, e di essere innamorato della sua cassa che lui chiama Karen.
- Quentin Cook: un agente immobiliare incompetente che lavora nell'azienda di famiglia assieme al padre, la madre e i suoi due fratelli. La caratteristica di Quentin è di avere un enorme sedere sporgente, come tutti i suoi familiari, il che lo rende molto visibile agli altri e talvolta deriso. Quentin è molto sicuro di se stesso, infatti ama mettersi in gioco e in mostra facendo il DJ o anche l'artista, tutto sempre ben documentato dai suoi fratelli e caricato sui social.
- Becky Douglas: una ragazza alta due metri e venti, dalle gambe enormi. Inizia il suo primo anno di college in America insieme alla sorella gemella, diversa, Lucy. Becky è una ragazza molto sensibile, spesso viene derisa dai suoi compagni di college per il suo aspetto fisico e, infatti, non ha molti amici; trova però conforto sui social, creando un canale YouTube con contenuti di video "fai da te", e una pagina Instagram con numerosi followers.
- Gavin McGregor: un ragazzino rozzo e arrogante di 12 anni, che ama mettersi in mostra sui social e mostrare le sue stupide imprese. Viene convocato in Inghilterra, ospite dai suoi nobili zii, per diventare il futuro conte di Gayhurst. Una volta arrivato, Gavin e suo cugino Dylan ne combinano di ogni tipo.
- Joyce Jeffries: è un'ex pornostar con la carriera alla spalle, è diventata un'accumulatrice compulsiva totalmente fuori di testa. Vive in una casa piena di cianfrusaglie: peluche, uccelli finti, spiedi per pannocchie, una vasca piena di origami e tante altre cose che servono a formare la sua "collezione" di cui va molto fiera. Ama acquistare nuovi oggetti assieme alla sua amica Rhonda; il suo sogno è quello di creare un vero e proprio museo in cui esporre la sua collezione.
- Jana Melhoopen-Jonks: una sensitiva degli animali che vive in Sud Africa, la sua capacità è quella di leggere il pensiero e capire le sensazione degli animali attuando strani rituali; ha molti clienti, infatti è richiesta anche dalle celebrità grazie alle sue straordinarie capacità. Jana vive in una grande villa, circondata dai suoi animali domestici, in compagnia della sua assistente Kyile, di cui è follemente innamorata.

### Altri personaggi
- Leena Arora: Patika Dick
- Anne McCaffery-French: Helen
- Philip Keogan: Ken
- Harry Radbone: Oscar
- Emma Wilson: Colleen
- Ariana Doolan: Rashish
- Chloe Stout: Lucy
- Alyssa Macintosh: Sharnay
- Cameron Leonard: Aaron
- Tracey McGown: madre di Becky
- Darren McGown: padre di Becky
- Bianca Daniels: Kylie
- Brock Thornburgh: Ethan
- Jett Thornburgh: Dustin
- Steve Minton: Brian
- Kim Kemp: Lyn
- Judi Young: Rhonda